# Steatoda diamantina
Steatoda diamantina är en spindelart som beskrevs av Levi 1962. Steatoda diamantina ingår i släktet vaxspindlar, och familjen klotspindlar. Inga underarter finns listade i Catalogue of Life.